# Liste der Kulturdenkmäler in Pellingen
In der Liste der Kulturdenkmäler in Pellingen sind alle Kulturdenkmäler der rheinland-pfälzischen Ortsgemeinde Pellingen aufgeführt. Grundlage ist die Denkmalliste des Landes Rheinland-Pfalz (Stand: 8. Februar 2023).

## Einzeldenkmäler
| Bezeichnung                          | Lage                                     | Baujahr         | Beschreibung                                                          | Bild                           |
| ------------------------------------ | ---------------------------------------- | --------------- | --------------------------------------------------------------------- | ------------------------------ |
| Katholische Pfarrkirche St. Antonius | Kapellenstraße 2 Lage                    | 1727            | barocker Saalbau, 1727; spätromanischer Westturm, Erweiterung 1947/49 | Fotos hochladen                |
| Wegekapelle                          | Schulstraße Lage                         | 19. Jahrhundert | Wegekapelle, 19. Jahrhundert                                          | Fotos hochladen                |
| Wegekreuz                            | Trierer Straße, bei Nr. 22 Lage          | 1826            | Schaftkreuz, bezeichnet 1826                                          | Fotos hochladen                |
| Kriegerehrenmal                      | nördlich des Ortes auf dem Höthkopf Lage | 1935            | Kriegerehrenmal; Obelisk, 1935                                        | weitere Bilder Fotos hochladen |